# Lazar Sidelsky
Lazar Sidelsky, kurz Laz (* 7. Oktober 1911 in Johannesburg; † 17. Mai 2002 ebenda), war ein südafrikanischer Rechtsanwalt und führender Sozietätsinhaber der in Johannesburg ansässigen Kanzlei Witkin, Sidelsky & Eidelman. Er gilt als ein Wegbereiter des beruflichen Aufstiegs für schwarze Südafrikaner, da er nach Einschätzung von Nelson Mandela schwarzen Menschen zu einem Zeitpunkt eine qualifizierte Arbeit bot, als sich das Land in rassistischen Unruhen befand.

## Leben
Lazar Sidelsky war das Kind jüdischer Einwanderer, die vor Pogromen in Litauen nach Südafrika emigriert waren. Sie erwarben eine Farm im östlichen Transvaal. Seine Schulzeit verbrachte Sidelsky in Ermelo. Als sein Vater starb, begann er ein Jurastudium an der Witwatersrand-Universität. Für die Finanzierung seines Studiums spielte Sidelsky Violine und wirkte in der Jazzband Skoenie and his Connecticut Yankees mit. Dazu lieh er sich einen Smoking und lief 10 Meilen durch Johannesburg zu dem Ort, wo diese Band in der Nacht spielte.
An der Witwatersrand-Universität erlangte Sidelsky einen Bachelor und einen weiteren LLB. Danach ließ er sich als Rechtsanwalt nieder und konnte seine Kanzlei in den folgenden Jahren gut ausbauen. Während dieser Zeit begann er an Schwarze Hypothekendarlehen zum Hausbau zu vergeben, was damals kaum ein anderer tat.
Als sein besonderes Verdienst gilt die Entscheidung, Schwarze als Mitarbeiter in eine Rechtsanwaltskanzlei aufzunehmen und sie als Anwälte zu qualifizieren. Damit brach er eine bislang übliche Praxis. Auf diese Weise nahm Nelson Mandela als junger Mann seinen beruflichen Weg in diese Richtung. Es war Walter Sisulu, der zu dieser Zeit für eine Immobilienfirma arbeitete und deshalb Mandela im Jahre 1942 in Kontakt mit der Kanzlei von Sidelsky bringen konnte. Sidelsky bot ihm einen Ausbildungsplatz an und zeigte sich zu diesem Zeitpunkt davon überzeugt, dass nur eine massive Bildungsinitiative unter der schwarzen Bevölkerung zu ihrer Befreiung aus der bestehenden Abhängigkeit führen würde. Seiner Auffassung nach kann ein gebildeter Mensch nicht unterdrückt werden, weil dieser für sich selbst denken könne. Sidelsky beschäftigte Mandela fünf Jahre als Sachbearbeiter und riet ihm, das „Gesetz“ stets nur als Werkzeug zu nutzen, sich jedoch vom korrupten Politikbetrieb fernzuhalten. Lazar Sidelsky unterstützte während dieser Zeit Bildungsangebote für Schwarze, indem er Geld an entsprechende Schulen gab. Die Familie von Lazar Sidelsky hatte sich in Südafrika zu politischen Aktivitäten stets distanziert verhalten.
Nat Bregman (* in Litauen; † 20. Juli 2011 in Johannesburg), ein damaliger Kanzleikollege bei Sidelsky und dessen Cousin nahm ihn zu linkspolitischen Veranstaltungen mit, die von Menschen aus allen in Johannesburg lebenden ethnischen Gruppen besucht wurden, auf sogenannte mixed parties. Mandela freundete sich mit Bregman an, mit dem er damals das Büro teilte und der Mitglied der Communist Party of South Africa war.
Als Nelson Mandela und Oliver Tambo 1952 zusammen die erste „schwarze“ Rechtsanwaltskanzlei des Landes gründeten, lieh ihnen Lazar Sidelsky das dafür erforderliche Startkapital.
Am 24. Februar 1989 besuchte Sidelsky seinen ehemaligen Mitarbeiter im Gefängnis. Zum Besuch erhielt nur Lazar Sidelsky eine Erlaubnis; dessen Frau und die Tochter Ruth wurden von den Behörden abgelehnt.
Lazar Sidelsky genoss auf Grund seines respektvollen Umgangs mit Mandela in dessen jungen Jahren durch diesen bis zu seinem Tod im Jahre 2002 hohes Ansehen. Präsident Mandela nannte ihn vor dem israelischen Botschafter Alon Liel scherzhaft und zugleich wertschätzend „seinen einzigen Chef“. Das Verhältnis von Sidelsky und Mandela war über einen langen Zeitraum freundschaftlich geprägt. Rückblickend beschreibt Mandela die persönliche Ausstrahlung Sidelskys ihm gegenüber als eine, die von einer „enormen Liebenswürdigkeit“ bestimmt gewesen sei.

## Mitgliedschaften
- Law Society of the Transvaal, Mitgliedschaft über 60 Jahre.[2]

## Familie
Lazar Sidelsky war mit Goldie Blume Sidelsky verheiratet. Das Ehepaar hatte zwei Söhne (Colin und Barry) und eine in London lebende Tochter (Ruth, verehelichte Levy). Der Sohn Barry (Dov) Sidelsky lebt seit 1981 in Jerusalem (Har Nof), er wurde Rabbiner und Lehrer. Colin Sidelsky ist als Immobilienmakler in Südafrika tätig.